# Île Sèche
Île Sèche (ang. Sèche Island)  – granitowa wysepka w grupie Wysp Wewnętrznych, w Republice Seszeli, leży 1,5 km na wschód od wysp Sainte Anne i Cerf Island. Wysepka znana jest też pod nazwą Beacon Island.